# Campeonato Uruguayo de Primera División 1912
El Campeonato Uruguayo 1912 constituyó el 12.º torneo de primera división del fútbol uruguayo organizado por la AUF.
El torneo consistió en un campeonato a dos ruedas de todos contra todos. En él participaron 8 equipos, entre los cuales saldría victorioso el Club Nacional de Football.
El Dublin Football Club se retiró del torneo luego de la décima fecha.

## Equipos participantes

### Relevos temporada anterior
| Club      | Ascendido como   |
| --------- | ---------------- |
| Universal | Segunda División |

| Club     | Descendido como             |
| -------- | --------------------------- |
| Libertad | 8° Campeonato Uruguayo 1911 |

### Datos de los equipos
| Club                 | Ciudad     | Estadio                | Capacidad | Fundación                | Temporadas | Temporadas Consecutivas | Títulos | 1911 |
| -------------------- | ---------- | ---------------------- | --------- | ------------------------ | ---------- | ----------------------- | ------- | ---- |
| Bristol              | Montevideo |                        |           |                          | 4          | 4                       | -       | 6°   |
| CURCC                | Montevideo | Field de Villa Peñarol | 3.870     | 28 de septiembre de 1891 | 11         | 11                      | 5       | 1°   |
| Central              | Montevideo |                        |           | 5 de enero de 1905       | 3          | 3                       | -       | 7°   |
| Dublin               | Montevideo |                        |           |                          | 4          | 4                       | -       | 4°   |
| Nacional             | Montevideo | Gran Parque Central    | 15.000    | 14 de mayo de 1899       | 10         | 10                      | 2       | 5°   |
| River Plate          | Montevideo |                        |           | 1897                     | 5          | 5                       | 2       | 3°   |
| Universal            | Montevideo |                        |           |                          | -          | -                       | -       | -    |
| Montevideo Wanderers | Montevideo | Belvedere              | 7.780     | 15 de agosto de 1902     | 8          | 8                       | 2       | 2°   |

Notas: Los datos estadísticos corresponden a los campeonatos uruguayos oficiales. Las fechas de fundación son las declaradas por cada club. La columna «Estadio» refleja el estadio donde el equipo más veces juega de local, pero no indica que sea su propietario. Véase también: Estadios de fútbol de Uruguay.

## Tabla de posiciones
|  | Pos. | Equipos              |  | PJ | PG | PE | PP | GF | GC | Dif. | Pts. |
|  | ---- | -------------------- |  | -- | -- | -- | -- | -- | -- | ---- | ---- |
|  | 1    | Nacional             |  | 14 | 12 | 1  | 1  | 28 | 5  | +23  | 25   |
|  | 2    | CURCC                |  | 14 | 8  | 3  | 3  | 22 | 13 | +9   | 19   |
|  | 3    | Montevideo Wanderers |  | 14 | 7  | 4  | 3  | 21 | 14 | +7   | 18   |
|  | 4    | River Plate F.C.     |  | 14 | 7  | 3  | 4  | 16 | 9  | +7   | 17   |
|  | 5    | Bristol              |  | 14 | 3  | 7  | 4  | 12 | 14 | -2   | 13   |
|  | 6    | Central              |  | 14 | 4  | 4  | 6  | 9  | 19 | -10  | 12   |
|  | 7    | Universal            |  | 14 | 2  | 3  | 9  | 11 | 29 | -18  | 7    |
|  | 8    | Dublin               |  | 14 | 0  | 1  | 13 | 5  | 20 | -15  | 1    |

|  | Campeón uruguayo. |
|  | Desciende.        |

|                                            |
| Uruguay                                    |
| Campeón Uruguayo 1912 Nacional 3.er título |